# Cupha maforica
Cupha maforica är en fjärilsart som beskrevs av Hans Fruhstorfer. Cupha maforica ingår i släktet Cupha och familjen praktfjärilar. Inga underarter finns listade i Catalogue of Life.